# Modrzejewo (gmina Tuchomie)
Modrzejewo  (kaszub. Mòdrzewò) – wieś kaszubska na Pojezierzu Bytowskim w Polsce położona w województwie pomorskim, w powiecie bytowskim, w gminie Tuchomie. 
Miejscowość jest placówką Ochotniczej Straży Pożarnej.
W latach 1975–1998 miejscowość administracyjnie należała do województwa słupskiego.
Wieś stanowi sołectwo gminy Tuchomie.

## Historia
Modrzejewo jest starym siedliskiem kaszubskiej szlachty zagrodowej. Do 1945 roku Modrzejewo należało do III Rzeszy nosząc nazwę Moddrow. Polska komisja nazewnicza nie zaakceptowała po II wojnie światowej nazwy historycznej Modrzewo i nazwała wieś Modrzejewem. Po wojnie do autochtonicznych miejscowych Kaszubów dołączyli kaszubscy osadnicy z sąsiednich Gochów jak również ludność napływowa z Polski centralnej i byłych kresów wschodnich II Rzeczypospolitej.